# Angus Dillon
Pour les articles homonymes, voir Dillon.
Angus Dillon, né le 17 avril 1883 à Montréal et mort dans la même ville le 19 septembre 1952, est un joueur canadien de crosse.

## Biographie
Angus Dillon, joueur du Shamrock Lacrosse Club, fait partie de l'équipe nationale canadienne sacrée championne olympique de crosse aux Jeux olympiques d'été de 1908 à Londres.  Les Canadiens remportent le seul match de la compétition contre les Britanniques sur le score de 14 à 10.